# Festival Radio France Occitanie Montpellier
Le Festival Radio France Occitanie Montpellier est un festival annuel de musique qui se déroule au mois de juillet dans la région Occitanie, à Montpellier et dans plusieurs communes de la Métropole montpelliéraine. Depuis 2023 il se recentre sur la ville et la Métropole de Montpellier.

## Histoire
Le festival est créé en 1985 à l’initiative du maire de la ville de Montpellier : Georges Frêche et du PDG de Radio France : Jean-Noël Jeanneney. Ce dernier mentionne dans son introduction : « … l'ambition nouvelle, tout un mois durant, de faire la démonstration vivante de sa capacité créatrice et de la diversité de ses activités … propose aux habitants de la région cette longue rencontre autour d'un projet artistique qui mêle le classique à l'inattendu, les grands interprètes aux jeunes espoirs, les accents anciens aux sonorités de demain … ».
La région Occitanie est aujourd'hui le premier et principal soutien du Festival, avec le concours de la Ville et de la Métropole de Montpellier et de Radio France.
Le goût de la découverte de son premier directeur René Koering a conduit le Festival à de nombreuses recréations lyriques (de Henry VIII de Saint-Saëns à Cyrano de Bergerac d’Alfano, et en 2006 Fiesque de Lalo), mais aussi à proposer des formes inusitées de concerts (piano itinérant, concert match) et la découverte de musiques d’aujourd’hui (jeunes compositeurs, musique électro-acoustique).
René Koering reste directeur du Festival jusqu'en 2011. Jean-Pierre Le Pavec lui succède pour les éditions 2012, 2013 et 2014. Du 1er septembre 2014 au 31 juillet 2022 la direction du Festival est assumée par Jean-Pierre Rousseau.
Michel Orier, directeur de la Musique et de la Création de Radio France, reprend la direction du Festival Radio France Occitanie Montpellier en 2023.
Le festival est co-présidé par Claire Fita, Vice-présidente Culture du Conseil régional d'Occitanie  et Sibyle Veil, PDG de Radio France.
Le festival organise environ 200 manifestations - concerts, rencontres (comme Les Rencontres de Pétrarque avec France Culture et Le Monde ) dont 80 % sont gratuites. La plupart sont captés et diffusés sur les antennes de Radio France, essentiellement France Musique. En 2015 le Festival a accueilli plus de 120 750 spectateurs pour 211 manifestations. Du 11 au 26 juillet 2016, FestivalRF16 a proposé le Voyage d'Orient et accueilli 101 000 spectateurs pour 171 manifestations (soit une augmentation de fréquentation de 4,2 %, malgré quelques annulations dues aux événements de Nice le 14 juillet). La 33e édition du Festival a lieu du 10 au 28 juillet 2017, avec 160 événements dans 65 lieux sur tout le territoire de la grande région Occitanie. Le FestivalRF17 « Révolution(s) » célèbre le centenaire de l'année 1917, année charnière dans l'histoire politique et culturelle du monde. Cette édition 2017 ouverte à Pibrac avec le Concert Spirituel et close à Marciac a accueilli plus de 105 000 spectateurs (soit une augmentation de 17 % par rapport à 2016).
Du 9 au 27 juillet 2018, le Festival Radio France Occitanie Montpellier organise 175 concerts sur l'ensemble de la Région Occitanie. La thématique développée pour l'édition 2018 s'intitule « douce France » et propose, en partenariat avec France Musique, une première mondiale : l'intégrale des 550 sonates pour clavecin de Domenico Scarlatti en 35 concerts par 30 clavecinistes dans 13 lieux exceptionnels de la région Occitanie, en particulier le Château d'Assas où Scott Ross avait achevé, en 1988, l'enregistrement de ces 555 sonates et où il est inhumé.
La 35ème édition du Festival consacrée aux Musiques du Nord a eu lieu du 10 au 26 juillet 2019, avec 153 concerts et événements dans 70 lieux d'Occitanie et s'est achevée sur un bilan très largement positif : 101.400 spectateurs Bilan 2019 du Festival Radio France Occitanie Montpellier.
Le festival, qui devait fêter ses 35 ans d'existence, du 10 au 30 juillet 2020, avec 165 concerts et événements dans 60 communes et 80 lieux différents de toute la Région Occitanie, est cependant annulé en avril, en raison de la pandémie de maladie à coronavirus. L'édition 2021 est placée sous le signe de la fête, après de longs mois de silence pour la culture et la musique, en raison de la crise sanitaire. Elle a eu lieu du 10 au 30 juillet 2021
L'édition 2022 du Festival a lieu du 11 au 29 juillet 2022 avec une tonalité "So British et s'achève sur un bilan à la hausse . Le Festival accueille, pour la première fois en France, le Concours Eurovision Jeunes Musiciens, qui se déroule le 23 juillet à l'Opéra Berlioz, en direct sur France Musique, les radios publiques européennes et Culturebox. Le Jury international présidé par la pianiste lituanienne Muza Rubackyte, composé de Tedi Papavrami, Christian-Pierre La Marca, Nora Cismondi et le directeur du festival Jean-Pierre Rousseau, donne le premier prix du Concours au jeune violoniste tchèque Daniel Matejča.
L'édition 2023 du Nouveau festival Radio France Occitanie Montpellier est caractérisée par un positionnement repensé :  Une édition resserrée dans le temps (13 jours, contre 16 en 2022), 90 manifestations recentrées sur Montpellier et sa Métropole, une identité festivalière réaffirmée, qui articule l'exigence artistique des grands événements symphoniques et lyriques et des concerts qui font la part belle à l’ouverture, au partage et à la fête : concert du 14 juillet (3 000 spectateurs), journée du 23 au Parc Départemental du Château d’O et Domaine d’O (2800 spectateurs), 4 soirées Tohu-Bohu (7800 spectateurs)… 
Une programmation artistique qui célèbre la diversité des esthétiques : valorisation de la forme symphonique (8 concerts) s’appuyant plus fortement sur les formations musicales de Radio France (Orchestre National de France, Orchestre Philharmonique de Radio France) tout en menant un compagnonnage étroit avec les forces musicales du territoire (Opéra Orchestre National de Montpellier, Orchestre National du Capitole de Toulouse…) et des formations invitées (Les Siècles, Les Surprises…), le jazz, la musique électro ; des parcours artistiques construits en complicité : Alexandre Kantorow, Émile Parisien, Ballaké Sissoko, quatuor Modigliani ...et une articulation étroite entre talents émergents, solistes et chefs d’orchestre confirmés.
Deux nouveaux projets axés sur l’avenir et la jeunesse : Académie d’orchestre ouverte aux jeunes musiciens, Rencontres professionnelles « Intervalles » pour penser l’avenir de la musique et des collaborations nouvelles avec des acteurs du territoire : Musée Fabre, Agora – Cité internationale de la danse, réseau des Médiathèques de Montpellier, Université Paul Valéry, Hôtel de Girard et Office du Tourisme de Montpellier, ARTFX – School of Digital Arts…
Cette édition est marquée par un public renouvelé : 55200 spectateurs accueillis, à Montpellier et en Métropole :  28 000 spectateurs pour les manifestations en libre accès (concerts en Métropole, Tohu-Bohu, Jazz à l'Amphithéâtre des micocouliers du Parc Départemental du Château d'eau, masterclass, Rencontres de Pétrarque, concert du 14 juillet et concert de Clôture Place de l'Europe). 32% des spectateurs payants sont des nouveaux publics.
Une politique tarifaire différenciée et accessible réaffirmant la juste valeur des propositions artistiques a permis un doublement des recettes de billetterie (+110%).
En chiffres :  90 manifestations - 55 200 spectateurs - 1,5 M d’auditeurs sur France Musique – Reprises des concerts par l’Union européenne de radiodiffusion et à l’international15 concerts disponibles en réécoute sur France Musique.
Un bilan très positif.
Le positionnement du Nouveau Festival est consolidé en 2024 :
Une pluralité dans l’offre de concerts : grands concerts symphoniques, musique de chambre, récitals, jazz, musique électro, pop symphonique, dont deux grandes soirées en plein air gratuites qui ont rassemblé 13 000 personnes.
Des événements inédits… La création mondiale de « Amants qui suivez le chemin » de Maurice Ravel, le Quartet Potter, Mehldau, Patitucci, Blake, la soirée FIP 360, la projection de la reconstruction historique du Napoléon d’Abel Gance. et singuliers… Music for 18 musicians de Steve Reich, Air play Moon Safari, les concerts dans les hôtels particuliers et jardins ou dans les salles Soulages du Musée Fabre.
De grandes formations, dont l’Orchestre Philharmonique de Radio France et le Chœur de Radio France, Les Siècles, Le Concert de la Loge, ainsi que les forces musicales d’Occitanie : le Chœur et l’Orchestre Opéra National de Montpellier, et le Choeur et l’Orchestre National du Capitole de Toulouse.
Des artistes prestigieux : parmi eux, de grands solistes et chefs : Renaud Capuçon, Marianne Crebassa, Evgeny Kissin, Piotr Anderszewski, Alexandre Kantorow, Gaëlle Arquez, Elsa Dreisig, Pretty Yende, Tarmo Peltokoski, Mikko Franck, Louis Langrée, Clelia Cafiero, John Eliot Gardiner, Brad Mehldau, Henri Texier, Cécile McLorin Salvant, Avishai Cohen, Marc Ribot…
Une articulation étroite entre talents émergents, solistes et chefs d’orchestre confirmés :
Le festival maintient sa politique de soutien aux jeunes artistes, classique et jazz, notamment lors des concerts de 12h30, et ceux donnés en métropole : Hyuk Lee, le Quatuor Magenta, Edith Pageaud, Maxime Quennesson, Julien Beautemps, Emilia Bertolini, ou encore le trio Marsa, Anne-Marie Jean Quartet…
La poursuite de l’Académie d’Orchestre, avec l’Orchestre Philharmonique de Radio France, où 20 jeunes académistes européens ont joué sous la direction de Mikko Franck et John Eliot Gardiner, ainsi qu’en formation de chambre (Musée Fabre, Pierre et le Loup à l’Opéra Comédie, La Nuit Transfigurée, Le Déluge, création d’Othman Louati…).
Des collaborations avec les acteurs du territoire : Musée Fabre Montpellier 3M, Agora – Cité internationale de la danse, Opéra-Orchestre National Occitanie, réseaux des Médiathèques de Montpellier, Rectorat d’Académie de Montpellier, Cité des Arts-Conservatoire à rayonnement Régional de Montpellier, DRAC Occitanie, Office de Tourisme et de Congrès de Montpellier, ARTFX – School of Digital Arts, des hôtels particuliers de la ville…
Des moments de transmission et de partage : une rencontre avec Costa Gavras et Georges Mourier à l’occasion de la projection du Napoléon d’Abel Gance, une masterclass d’Henri Texier retransmise en direct sur France Culture, une masterclass du Quatuor Diotima à la Médiathèque Émile Zola, et une conférence-lecture sur Valery Larbaud…
En 2024  le Festival a voulu faire entendre la musique dans des lieux du patrimoine montpelliérain, au cœur de l’Écusson.Quatre hôtels particuliers ont accueilli des concerts de musique de chambre, l’Hôtel de Girard, l’Hôtel de Castries, l’Hôtel de Montferrier, l’Hôtel de Grave, et l’Office de Tourisme de Montpellier a ouvert ses jardins au public, pour un concert de Luka Faulisi, jeune violoniste italo-serbe. Au programme, musique de chambre :  viole de gambe, guitare, violoncelle et violon
Le retour des Rencontres de Pétrarque au cœur des dates du Festival qui ont affiché complet sur les 5 sessions consacrées cette année à « L’Occident défié ».
Fidélisation et augmentation du public
Un public renouvelé : + de 70 000 spectateurs soit 25% de fréquentation de plus que l’an passé. Les grands concerts symphoniques, jazz et musique de chambre ont enregistré une fréquentation de plus de 85%. Pour la deuxième année consécutive, le festival a vu ses recettes de billetterie augmenter de manière significative, avec une hausse de 47%, sans modification de grille tarifaire.
Les événements en accès libre, tels que le concert d’ouverture place de l’Europe, le concert du 14 juillet, Tohu- Bohu au Domaine d’O, et FIP 360 et les rencontres publiques, ont rassemblé près de 40.000 spectateurs, dont 6.500 dans les villes de la Métropole et 13.000 lors des deux grandes soirées populaires des 8 et 14 juillet.

## Le festival de la découverte
Les soirées classiques
Il s'agit des concerts lyriques, symphoniques et récitals. Ces soirées se déroulent à l'Opéra Berlioz (situé dans l'enceinte du Corum) ou à l'Opéra Comédie. Ces concerts proposent des créations ou re-créations d'œuvres lyriques méconnues en version de concert,  de grandes formations symphoniques - notamment l'Orchestre National de France, l'Orchestre Philharmonique de Radio France -, des solistes virtuoses, et des chœurs. La discographie du Festival illustre cette volonté de redécouverte et de re-création d'ouvrages oubliés.
Les Découvertes à 12h30
Les concerts Découvertes sont proposés chaque jour du Festival à l'heure du déjeuner (12 h 30) et offrent la possibilité à de jeunes solistes ou ensembles de se produire pour la première fois dans le cadre d'un grand festival. Depuis toujours, le Festival se positionne en découvreur de talents.
La musique de chambre à 18 h
Tous les jours à 18 h, la salle Pasteur du Corum se transforme en véritable machine à découvrir les œuvres et audaces de compositeurs « classiques » mais aussi contemporains. Des formations de musique de chambre, des ensembles baroques, des solistes de prestige proposent des programmes variés.
Le jazz
Pour l'édition 2023, la programmation jazz du Festival se réinvente. Mieux, elle se démultiplie, essaimant à travers Montpellier pour varier à plaisir les lieux et les formats. Si l’écrin magique du Domaine d’O demeure le point d’ancrage, le Festival renoue avec bonheur avec l’ancien couvent des Ursulines, pour des soirées « Agora Club » propices au partage de nos découvertes et coups de cœur. Le jazz restera présent au Parc départemental du Château d'eau pour une série de rendez-vous à 18h mais le jazz sera aussi là où  on ne l’attend pas, allant jusqu’à s’immiscer dans un concert de musique de chambre en Salle Pasteur ou dans l'intimité d'une salle Soulages du Musée Fabre.
Les musiques électroniques (Tohu Bohu)
Une des qualités essentielles du Festival Radio France tient à l'évidence dans son souci toujours renouvelé de proposer des œuvres et des artistes rares. Une qualité qui se retrouve dans la programmation de musiques électroniques qui, depuis la création en 2001 de Tohu Bohu, invite des artistes des musiques  électroniques jamais - ou si peu- venus à Montpellier.
Les Concerts dans les communes de la Métropole
Le Festival propose des concerts dans les communes de Montpellier Méditerranée Métropole. Les premières années du Festival, ces concerts étaient intitulés « Quartiers de piano ». Un piano à queue était installé sur la plate-forme d'un camion et des élèves des conservatoires nationaux de musique de Paris et de Lyon proposaient au public ce qui pour beaucoup était leur premier récital. À partir de 2011, le Festival propose des concerts de musique classique dans les 30 communes de la Métropole de Montpellier.
Émissions et magazines de Radio France
France Musique et France Culture proposent pendant le Festival de nombreuses émissions enregistrées et diffusées en direct, et invitent le public à y assister. Parmi elles, les Rencontres de Pétrarque qui ont célébré leur 37e anniversaire en juillet 2023.